# Notação Forsyth-Edwards
Notação Forsyth-Edwards ou FEN (do inglês, Forsyth-Edwards Notation) é um método de notação utilizado para descrever uma determinada posição de peças em um tabuleiro de xadrez, sendo uma adaptação do sistema de notação Forsyth, criada por Steven J. Edwards, para o uso em computadores.

## O método
Ao anotar o jogo para reproduzir o mesmo em um computador, além da posição, costuma-se colocar, entre parênteses, o número de peças de cada jogador, começando com o jogador das peças brancas (só que o nome das peças é dado em inglês, com "R" para Torre, "N" para Cavalo, "B" para Bispo, "Q" para Dama, "K" para Rei e "P" para peão). Após a posição, anota-se com uma letra qual o lado que deve jogar. A informação seguinte indica qual o roque que os jogadores podem fazer. A seguir, vem o endereço da casa de en-passant (só existe depois de uma jogada de peão, em que o peão anda duas casas). Seguem números que indicam quantos movimentos foram executados depois da última captura ou da última movimentação de peões, e o número de jogadas (incrementado sempre que as pretas fizerem um movimento):
```
rnbqkbnr/pppppppp/8/8/8/8/PPPPPPPP/RNBQKBNR w KQkq - 0 1

```